# Paso Sur (Wyoming)
El South Pass o paso Sur (a una altitud de 2259 m y 2300 m) es el término colectivo para designar dos puertos de montaña de Estados Unidos, localizados en la divisoria continental en las Montañas Rocosas en el suroeste del estado de Wyoming. Los pasos se encuentran en una amplia zona baja y abierta, de unos 56 km de ancho, entre la cordillera Wind River, en el norte, y el Oregon Buttes y la Great Divide Basin, al sur, en el suroeste del condado de Fremont, aproximadamente 56 km al SSW de la localidad de Lander. Los dos pasos del paso Sur son el punto de cruce natural de las Rocosas, ya que es el punto más bajo de la divisoria continental entre las Montañas Rocosas Centrales y las Montañas Rocosas del Sur. El paso se convirtió en una etapa histórica de los emigrantes que seguían las rutas de Oregón, California y Mormón al oeste durante el siglo XIX. Ha sido designado como Hito Histórico Nacional (National Historic Landmark).
El paso es una gran silla abierta con praderas y artemisa, lo que permite un recorrido amplio y casi al mismo nivel entre las cuencas del Atlántico y del Pacífico. El río Sweetwater fluye más allá en la zona este del paso, y el arroyo Pacífico se eleva en el lado oeste. El histórico paso Sur es el más bajo de los dos pasos (2259 m) y fue el punto del cruce fácil utilizado por los emigrantes. La carretera Wyoming 28 cruza la divisoria continental a 4,0 km al noroeste en la cota 2300 m y su cruce también se llama paso Sur. El atajo Lander cruza la divisoria continental en el extremo noroeste de la amplia región del paso Sur, a unos 40 km al noroeste del propio paso Sur, a una altitud de 2450 m.

## Historia

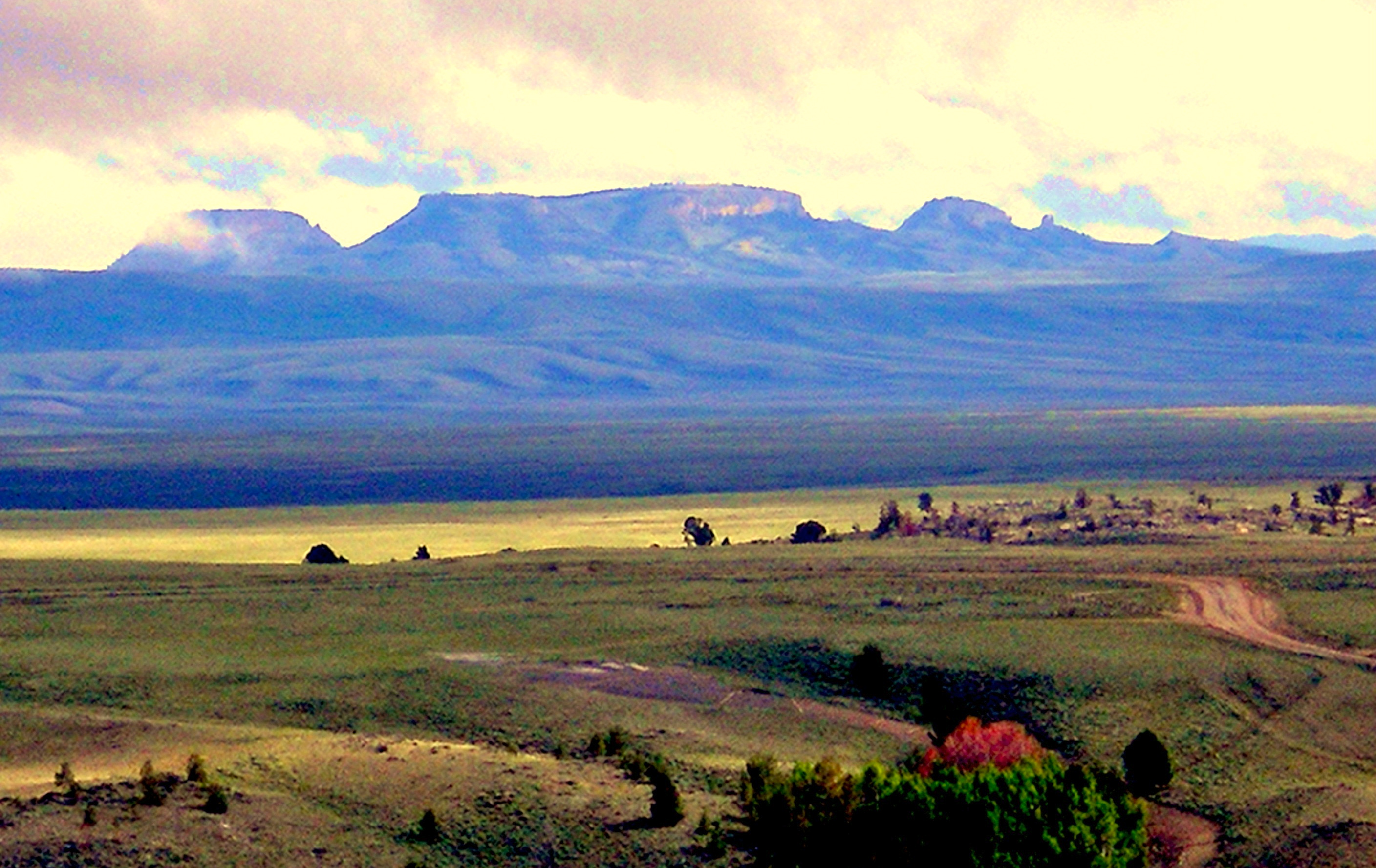
Oregon Buttes - un hito histórico en la ruta de Oregón cerca de South Pass City.

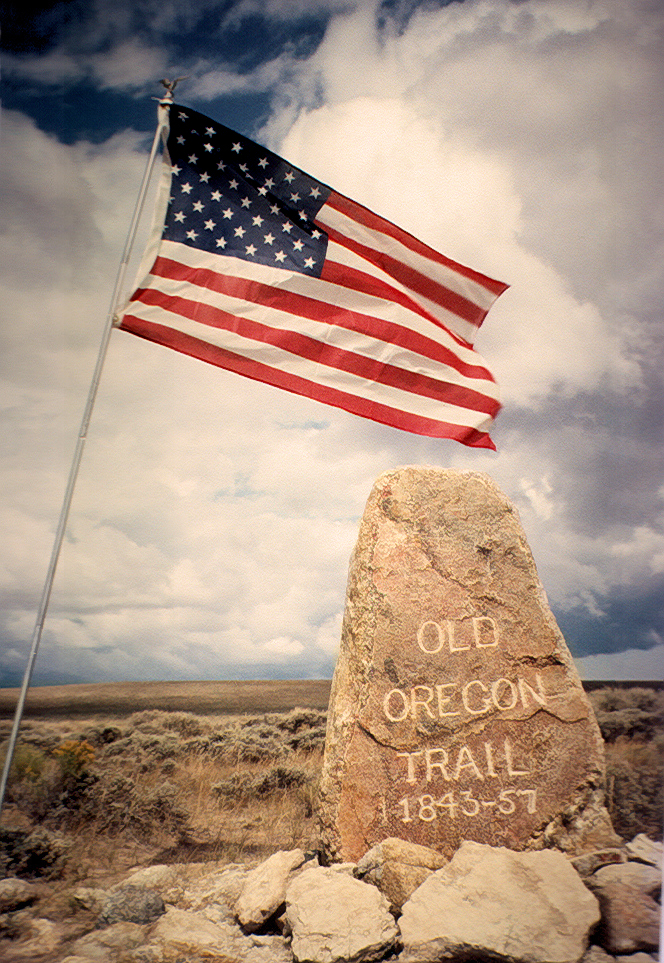
Durante el siglo XX, Oregon Trail boosters marcaron la senda con monumentos. Ezra Meeker erigió este hito cerca de Pacific Springs en el South Pass en 1906.

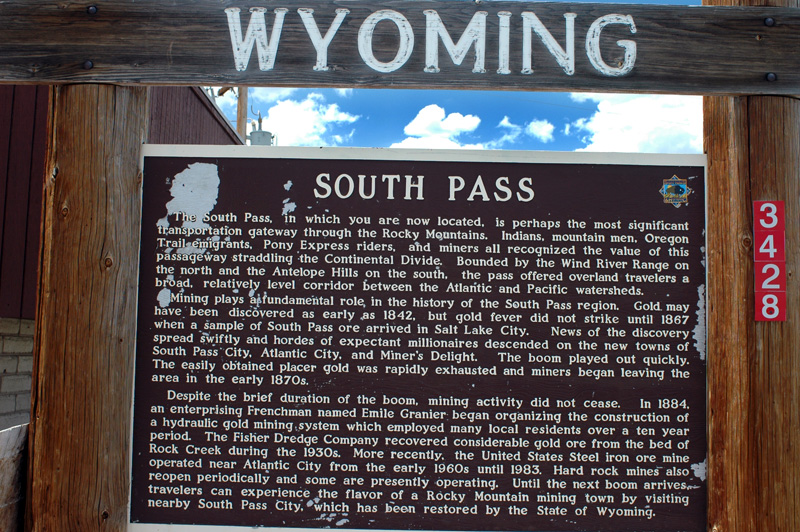
Marcador del paso Sur.

El descubrimiento del paso por los americanos europeos como un lugar de paso natural de las Rocosas fue un logro significativo, pero sorprendentemente difícil, en la expansión hacia el oeste de los Estados Unidos. Debido a que la expedición de Lewis y Clark (1804-1806) buscaba una vía navegable a través de la divisoria continental no se enteró del Paso Sur por cualquier nativo de la zona. En cambio, siguió una ruta más al norte por el río Misuri, cruzando las Rocosas sobre pasos difíciles en la cordillera Bitterroot en Montana.
En 1812, Robert Stuart y seis compañeros de la Pacific Fur Company (parte de los astorianos) en su viaje de regreso a San Luis (Misuri) desde Astoria, Oregon, siguieron el mismo camino seguido por la expedición de ida, remontando el río Columbia y luego el río Snake. Temiendo un ataque indio cerca del paso Union, se dirigieron más al sur donde el grupo cruzó con éxito las montañas Rocosas. En 1856 Ramsay Crooks, uno de los integrantes del grupo, escribió una carta describiendo su viaje:

En 1811, la partida terrestre de la expedición de Mr. Astor [desde St. Louis hasta Fort Astoria], bajo el mando del señor Wilson P. Hunt, de Trenton, Nueva Jersey, aunque la numeración sesenta hombres bien armados, encontró a los indios muy molestos en el país del río Yellowstone, que la partido de siete personas que dejaron Astoria hacia el final de junio de 1812, por considerando peligroso pasar de nuevo por la ruta de 1811, se volvió hacia el sureste, tan pronto como habían cruzado la cadena principal de las Montañas Rocosas, y, después de varios días de viaje, llegó a través del celebrado 'South Pass' en el mes de noviembre de 1812.
Siguiendo desde allí un curso oriental, cayeron sobre el río Platte del Misuri, donde pasaron el invierno y llegaron a San Luis en abril de 1813.
Las siete personas que formaban el grupo eran Robert McClelland de Hagerstown, quien, con el célebre capitán Wells, fue capitán de los espías al mando del general Wayne en su famosa campaña india, Joseph Miller de Baltimore, durante varios años oficial del Ejército de EE. UU., Robert Stuart, un ciudadano de Detroit, Benjamin Jones, de Misuri, que actuó como cazador de la partida, Francois LeClaire, un mestizo, y André Valée, un voyageur canadiense, y Ramsay Crooks, quien fue el único sobreviviente de esta pequeña banda de aventureros.
In 1811, the overland party of Mr. Astor's expedition [from St. Louis to Fort Astoria], under the command of Mr. Wilson P. Hunt, of Trenton, New Jersey, although numbering sixty well armed men, found the Indians so very troublesome in the country of the Yellowstone River, that the party of seven persons who left Astoria toward the end of June, 1812, considering it dangerous to pass again by the route of 1811, turned toward the southeast as soon as they had crossed the main chain of the Rocky Mountains, and, after several days' journey, came through the celebrated 'South Pass' in the month of November, 1812.
Pursuing from thence an easterly course, they fell upon the River Platte of the Missouri, where they passed the winter and reached St. Louis in April, 1813.
The seven persons forming the party were Robert McClelland of Hagerstown, who, with the celebrated Captain Wells, was captain of spies under General Wayne in his famous Indian campaign, Joseph Miller of Baltimore, for several years an officer of the U. S. Army, Robert Stuart, a citizen of Detroit, Benjamin Jones, of Missouri, who acted as huntsman of the party, Francois LeClaire, a halfbreed, and André Valée, a Canadian voyageur, and Ramsay Crooks, who is the only survivor of this small band of adventurers.
Carta de Ramsay Crooks al Detroit Free Press, 28 de junio de 1856.

A pesar del meticuloso diario de viaje de Stuart, que presentó a Astor y al presidente  James Madison, y que fue publicado en Francia —se desconoce la difusión su diario—, la localización del paso Sur no fue ampliamente conocida ni el paso usado. Durante más de una década, los tramperos europeos-americanos continuaron usando una ruta más larga, más al norte, que tenía una cordillera adicional que cruzar y una temporada más corta para cruzarla.
En 1823 un comerciante de pieles de San Luis llamado William Henry Ashley llevó una partida —conocida por los «Cien de Ashley» (Ashley's Hundred)— remontando el Sweetwater hasta su fuente y redescubrió el paso, pasando el verano en la zona trampeando. Regresó de nuevo en 1824, esta vez llegando al extremo del Gran Lago Salado y estableciendo un puesto comercial que después de 3 años rentables vendió a la Rocky Mountain Fur Company, encabezada por Jedediah Smith, William Sublette y David Jackson.
En 1832, el capitán Benjamin Bonneville y una caravana de 110 hombres y 20 carromatos se convirtieron en el primer grupo en llevar carros a través del paso. En julio de 1836, Narcissa Whitman y Eliza Spalding  fueron las primeras mujeres pioneras blancas que cruzaron el paso Sur. Entre 1848 y 1868, el paso Sur fue el punto de cruce preferido de los emigrantes hacia el oeste, la mayoría de los cuales siguieron el río Sweetwater a través de Wyoming hasta sus cabeceras, siguiendo la Central Route. Antes de que en 1869 el ferrocarril ofreciera un cruce más fácil, tal vez medio millón de emigrantes pasarían caminando a través del paso Sur.
En 1842 se descubrió oro en las quebradas cercanas al paso Sur, pero hasta 1867, cuando una muestra de mineral fue transportado a Salt Lake City, no llegó la afluencia de mineros a la región. La fiebre del oro impulsó varias comunidades mineras, como South Pass City y Atlantic City. El oro de placer en los arroyos se agotó rápidamente, sin embargo, y para 1870 los mineros comenzó a salir de la región. En 1884, Emile Granier, un ingeniero de minas francés, estableció una operación de perforación hidráulica que permitió que continuase la extracción de oro. La minería de oro fue revivido en el cercano arroyo Rock en la década de 1930. Desde la década de 1960 hasta 1983, una mina de mineral de hierro de la US Steel operó en Atlantic City.
South Pass fue designado un Hito Histórico Nacional en 1961.
La carretera Wyoming Highway 28 atraviesa el paso moderno, más o menos siguiendo la ruta de Oregón. Aún hay roderas de carro bien visibles en numerosos sitios a pocos kilómetros de la carretera.